# Щастя бути одною
«Щастя бути одною» (італ. Assolo) — комедійна мелодрама 2016 року про жінку, яка після двох нещасних шлюбів і безнадійних стосунків з одруженим чоловіком, намагається знайти внутрішню гармонію.

## У ролях
| Актор                | Роль              |
| -------------------- | ----------------- |
| Лаура Моранте        | Флавія            |
| П'єра Дельї Еспості  | Доктор Грюневальд |
| Франческо Паннофіно  | Джерардо          |
| Джіджіо Алберті      | Віллі             |
| Ламбер Вільсон       | Мішель            |
| Марко Джалліні       | Мауро             |
| Кароліна Кресчентіні | Іларія            |
| Донателла Фінокьяро  | Евеліна           |
| Анджела Фіноккьяро   | Валерія           |

## Знімальна група
- Кінорежисер — Лаура Моранте
- Сценарист — Луїджі Мусіні, Олівія Мусіні
- Кінопродюсер — Даніель Костантіні, Лаура Моранте
- Композитор — Нікола Пьовані
- Кінооператор — Фабіо Замаріон
- Кіномонтаж — Есмеральда Калабрія
- Художник-постановник — Лука Мерліні
- Художник-декоратор — Лука Мерліні
- Художник-костюмер — Агата Канніццаро
- Підбір акторів — Антоніо Ротунді[2]